# Code Vein
Code Vein es un videojuego de rol de acción desarrollado y publicado por Bandai Namco Entertainment, para las plataformas PlayStation 4, Xbox One y Microsoft Windows. Su fecha de lanzamiento fue el 27 de septiembre de 2019.
Presenta varias diferencias con respecto a Dark Souls o Bloodborne, pues incorpora un sistema de habilidades llamadas Regalos (Gifts) que son 8 activas y 4 pasivas, así como el Velo de Sangre (Blood Veil) que es una pieza de equipo que cambia el aspecto del personaje y le ofrece habilidades de ataque, contrataque y Drenaje (Drain) este último permite robar sangre a los enemigos y recuperar Icor (puntos de magia tradicionales).

## Personajes
- Louis: Es un joven líder con un fuerte sentido de la justicia que quiere ayudar a los Revenants. Él se aventura en la tierra aislada de Vein para buscar algo con lo que sustituir la sangre humana. Es un experto luchador en el que se puede confiar ciegamente, que porta una espada de una mano y es experto en ataques rápidos. No abandona a nadie que esté en peligro bajo ninguna circunstancia.[3]

- Mia Karnstein: Una errante mujer Revenant que vaga por las tierras de Vein. Junto a ella viaja su hermano menor, la única familia que le queda, a quien protegerá a cualquier precio. En combate, utiliza su bayoneta que puede usarse para el combate a distancia y su “Stinger” de largo alcance que se asemeja a una cola de escorpión. Su estilo de lucha ayudará al protagonista en muchas situaciones durante la aventura.[4]

- Yakumo Shinonome : Un poderoso exmercenario querido por su fuerte sentido del deber y el cuidado de los demás. Cuando despertó como Revenant, se rindió a su sed de sangre y se convirtió en un Lost, pero Louis le salvó y, desde entonces, han viajado juntos. En el campo de batalla blande una gran espada de dos manos. Es muy útil durante encuentros contra enemigos duros y formidables.[4]

- Io: Es una Revenant que explorará junto a los protagonistas. No tiene recuerdos de su pasado, pero conoce la tierra de Vein muy bien. Será de gran utilidad al personaje que maneje el jugador.[5]

- Jack Rutherford: Un Revenant conocido bajo el seudónimo de “Cazador de Revenants”, que es temido por enemigos y aliados por igual. Como Yakumo, es un profesional del combate con una historia en el ejército. Parece que tiene una profunda conexión con el protagonista.[6]

- Eva Roux: Una mujer Revenant que viaja junto a Jack, ya que este le salvó la vida, y al sentirse en deuda con él decidió permanecer siempre a su lado para demostrarle su gratitud. Al igual que Mia, Eva usa una bayoneta.[6]

## Desarrollo
Code Vein fue anunciado oficialmente el 18 de abril de 2017, por Bandai Namco como un videojuego de acción RPG. El juego tenía prevista su fecha de lanzamiento para el 28 de septiembre de 2018, sin embargo, en julio de 2018 Bandai Namco anunció que el lanzamiento sería pospuesto hasta 2019. La desarrolladora explicó que los motivos de su retraso fueron para dedicar más tiempo al desarrollo de Code Vein y asegurarse de que el producto final cumpla las expectativas de la prensa y de los aficionados.

## Recepción
Code Vein recibió críticas mixtas en Metacritic con un 75 en la versión de Xbox One y un 71 en la versión de PC.
La cuenta oficial de Twitter anunció el 4 de febrero de 2020 que el juego llegó a 1 millón de ventas.

## Contenido DLC
El juego recibió tres paquetes de contenido adicional: Hellfire Knight, Frozen Empress y Lord of Thunder. Además, se puso a la venta un pase de temporada.